# Triumph TR7
 (octobre 2024).
Si vous disposez d'ouvrages ou d'articles de référence ou si vous connaissez des sites web de qualité traitant du thème abordé ici, merci de compléter l'article en donnant les références utiles à sa vérifiabilité et en les liant à la section « Notes et références ».
La Triumph TR7 est une voiture de sport construite de janvier 1975 à octobre 1981 par Triumph Motor Company. À l'origine, la production se fait à Speke dans une usine de Liverpool, puis en 1978, la production déménage à Canley (en) à Coventry pour finalement atterrir dans l'usine de Rover à Solihull en 1980. La voiture est lancée aux États-Unis en janvier 1975, et en mai 1976 pour le marché britannique. Avec plus de 140 000 exemplaires produits en six ans, la TR7 / TR8 sera la Triumph TR qui connaîtra le plus grand succès. Elle sera aussi la dernière voiture sportive de la marque.

## Début de production
Harris Mann, qui a fait ses débuts chez Austin Morris, est le styliste de la carrosserie de la TR7. La production de la TR7 fut lancée en septembre 1974. Elle fut d'abord commercialisée sur le marché américain, en janvier 1975. La TR7 est née sous le signe de la différence, ce qui fait son charme, mais elle sera aussi très critiquée pour son design dit « en coin ». Durant sa phase de développement, le projet de la TR7 se nommait « Bullet ». La TR7 fut lancée en Europe en mai 1976. Du fait de la forte demande sur le marché américain, le lancement du modèle en Europe a été reporté deux fois. 

## Principales différences
- Contrairement aux autres TR, sa conception est monocoque (châssis plus coque), avec des phares rétractables, avec des arêtes vives et des dimensions généreuses (4,06 m de longueur et 1,57 m de large).
- Autre différence par rapport à la TR6, plus de 6 cylindres mais un 4 cylindres 2 litres à boîte 4 rapports.
- Les pneumatiques diffèrent aussi. Ce sont des 175/70/R13.
- Le bois de l'habitacle des précédentes Triumph disparait au profit du plastique.

## Évolution de la TR7
Toutes ces évolutions devaient permettre à la TR7 de mieux pénétrer le marché américain. Mais les conflits sociaux entre Triumph et ses employés eurent des répercussions sur la qualité de la production de la TR7 et sur l'image de Triumph. En 1978, Triumph décida de délocaliser la production de Liverpool vers Canley (en) à Coventry. Cela eut pour conséquence de revenir aux standards de qualité de la marque Triumph pour la production de la TR7. 
Pour répondre aux critiques, Triumph décida de chausser la voiture de 185/70/R13 et de lui donner une boîte de 5 rapports. Malgré cela, le modèle connaissait des difficultés commerciales. Triumph fit alors appel à Giovanni Michelotti pour sortir en 1979 une version cabriolet de la TR7. Le modèle fut salué par la critique pour son style, nettement plus réussi que celui du coupé.

## Triumph TR7 cabriolet
La première version cabriolet de la TR7 sortit en juillet 1979 aux Etats-Unis sous le nom de TR7 Drophead. Le modèle sera lancé sur le marché britannique en mars 1980. la TR7 cabriolet est vendue au prix de 5 050 £ et la coupé au prix de 5 230 £.
British Leyland possédait une équipe de TR7, qui sévit en rallye de 1976 à 1980. Ces voitures utilisaient le moteur 16 soupapes de la Dolomite Sprint ou le V8 3,5 litres de Rover, ainsi que des freins à disque aux quatre roues. Une version grand public pour le marché américain fut lancée en juin 1980 avec des caractéristiques de la TR7, mais avec le moteur V8 ; soit la TR8. Cette version avait des freins à tambours plus gros que sur ceux de la TR7 à l'arrière. La TR8 eut de bons résultats sur le tarmac mais pas sur les sections off. Le modèle fut un échec commercial. Moins de 3 000 exemplaires furent commercialisés.

## Fin de production
En août 1980, la production cessa à Canley et fut transférée à l'usine Rover de Solihull. Dans le cadre d'une rationalisation entamée par le patron de British Leyland, Sir Michael Edwardes (en), la production de la TR7 fut stoppée le 5 octobre 1981. Le modèle fut cependant commercialisé en Grande-Bretagne jusqu'au milieu de l'année 1982.

## Principales victoires en rallye
- Championnat d'Écosse des rallyes: 1982 (Ken Wood);
- Boucles de Spa: 1977 (Tony Pond);
- Rallye de l'île de Man: 1978 et 1980 (T. Pond);
- Rallye Granite City: 1978 (T. Pond) (BRC);
- Rallye de la Baie des Chaleurs: 1978 (John Buffum);
- Rallye Press on Regardless: 1978 (J. Buffum);
- Rallye Olympus: 1978 (J. Buffum);
- Rallye Susquehannock Trail Performance: 1978 (J. Buffum);
- 24 Heures d'Ypres: 1980 (T. Pond).

## Cote de la Triumph TR7
- TR7 coupé 1975 - 1981 : 1 200 € (à restaurer), 5 000 € (état concours).
- TR7 cabriolet 1980 - 1981 : 2 000 € (à restaurer), 9 000 € (état concours).

## Galerie

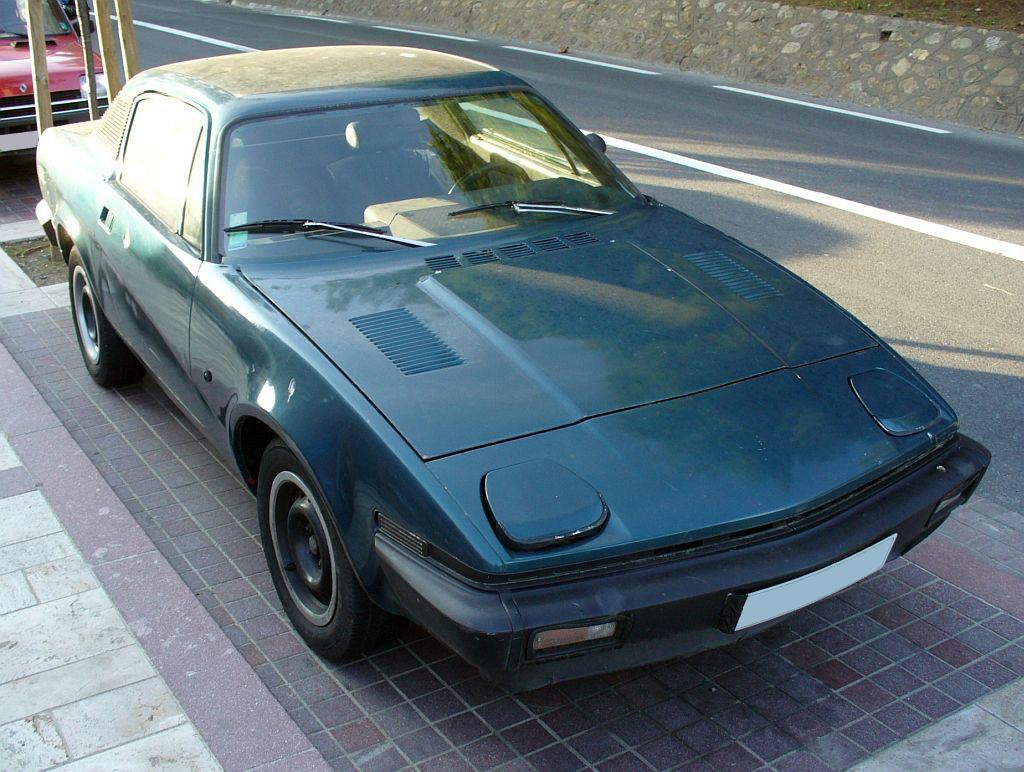
TR7 Coupé
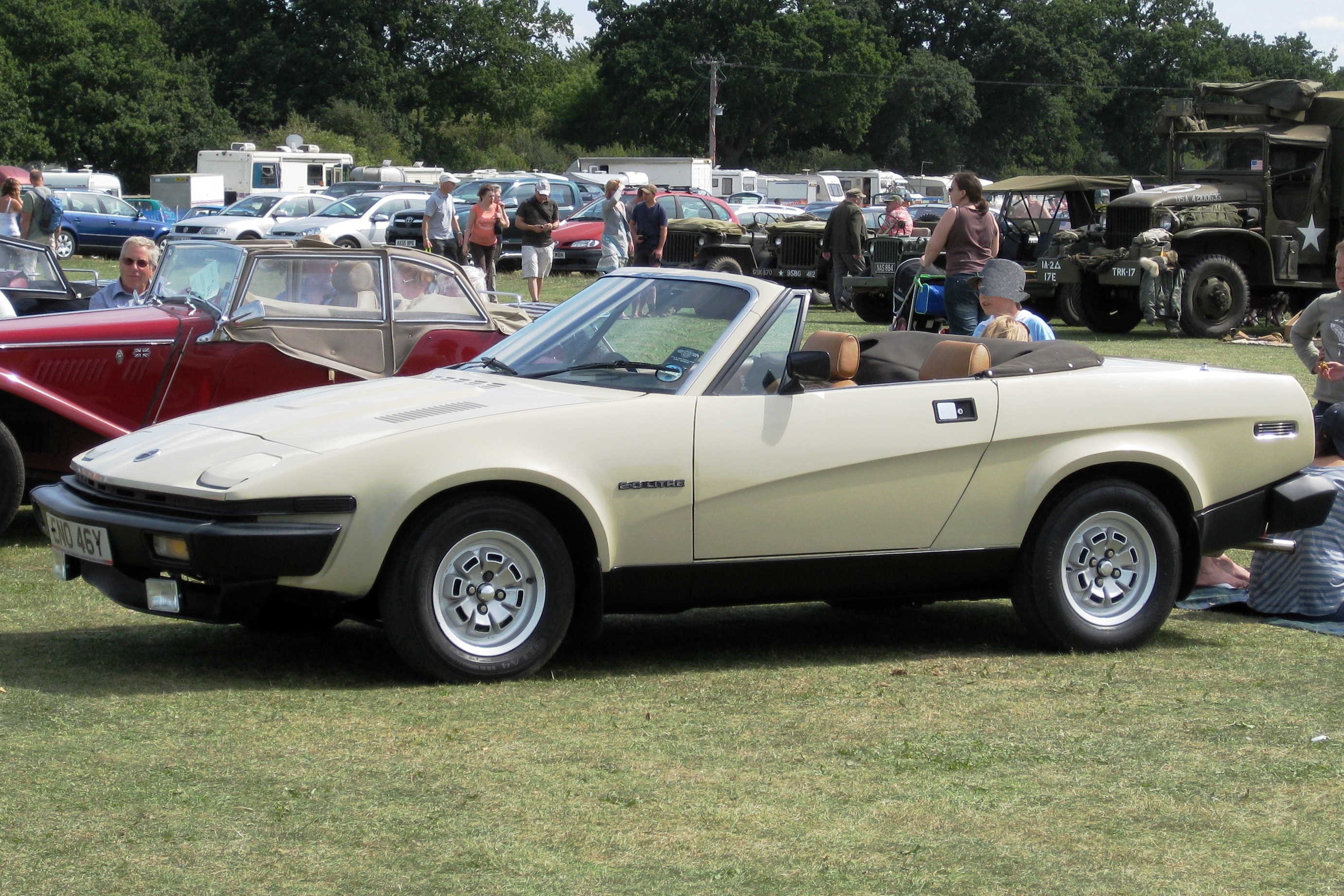
TR7 cabriolet
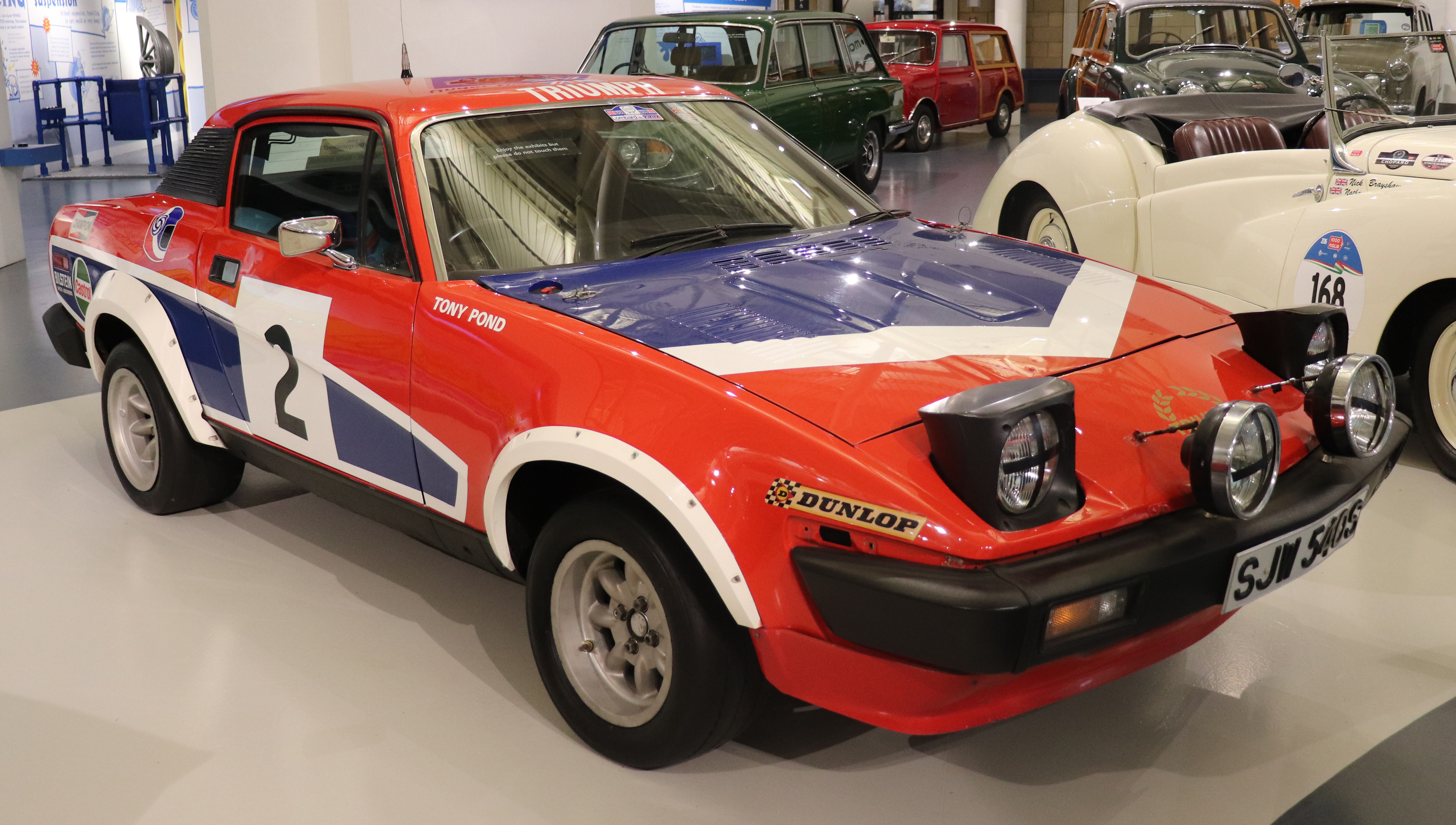
La TR7 V8 de T. Pond (1980)
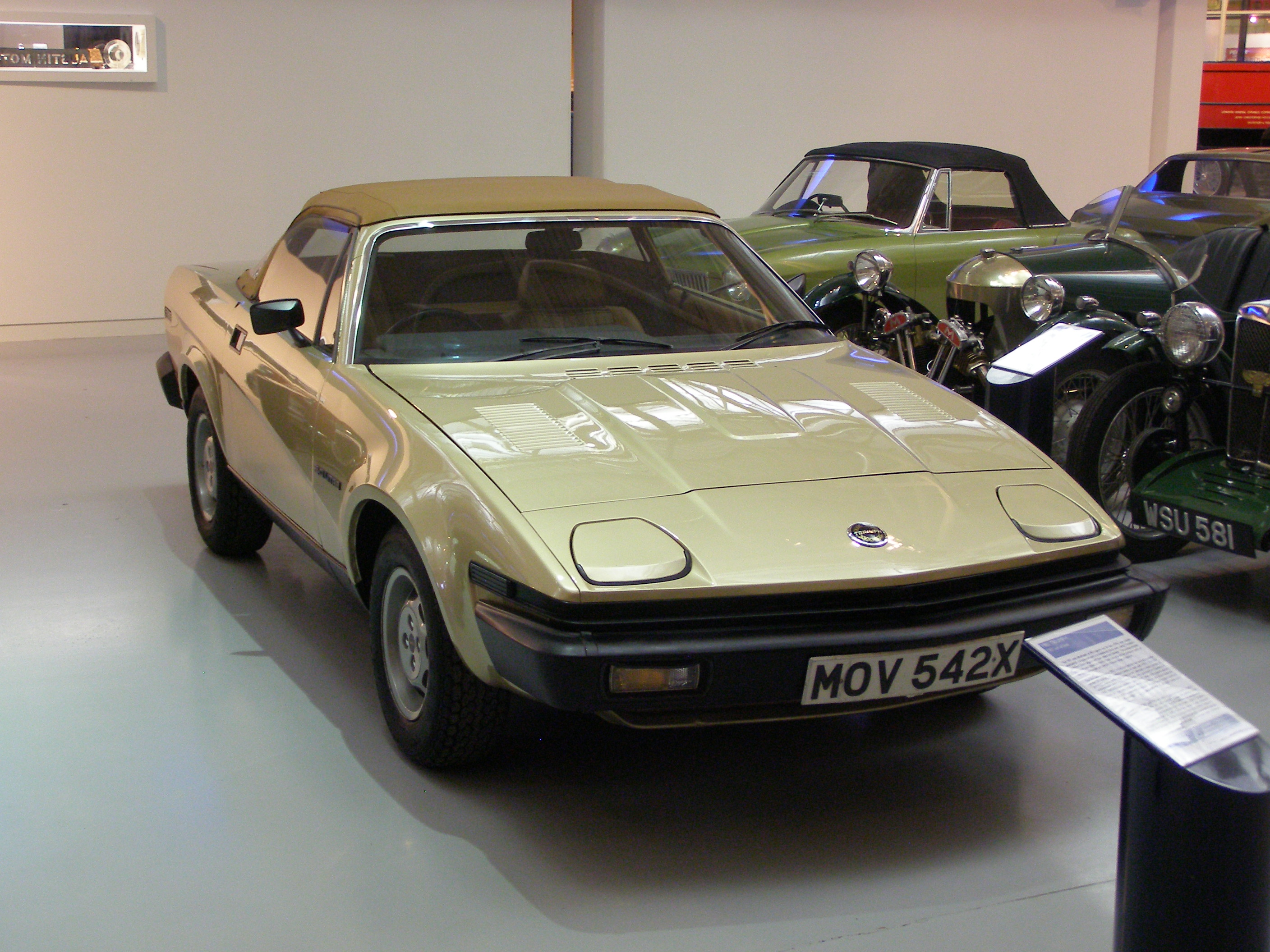
Dernière Triumph TR7 construite, au Heritage Motor Museum à Gaydon en Angleterre
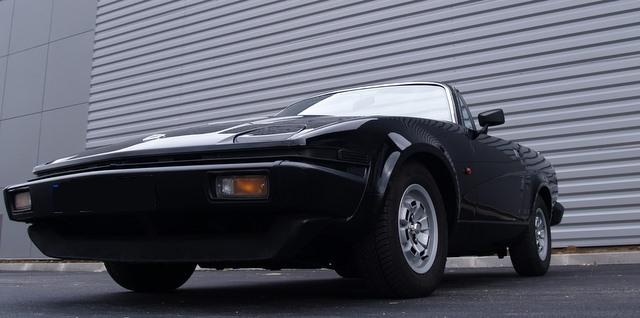
TR7 cabriolet noire.